# 日経エンタテインメント!
『日経エンタテインメント!』（にっけいエンタテインメント、略称：日経エンタ）は、日本経済新聞社の子会社である日経BP社が毎月4日に発売する情報誌。定価780円（税込み）。

## 概要
1988年から1993年に前身となる『日経エンタテインメント』（感嘆符はつかない）という週刊誌が日経BP社から出版されていた（販売は定期購読契約による直送制）。その後、1996年6月7日に『日経クリック』増刊として書店販売で『日経エンタテインメント!』（このときに感嘆符がついた）が発行され、1997年3月発売の1997年4月号で月刊誌として独立創刊した。
映画、音楽、本、テレビを中心にゲーム、ラジオ、演劇、インターネット、デジタル家電等の流行のものや人物等を幅広く掲載している。
毎回様々なテーマに沿ったランキングを掲載しており、2002年以降、芸人ランキングを年に1回行うようになっている。毎号、男優や女優をユニークな軸を用いて分類したチャートが登場する。
また、一部の特集ではナリナリドットコムで転載の許諾を得ている。

## 歴代編集長
- 初代 - 品田英雄（その後発行人に）
- 二代目 - 小川仁志（現在本誌別冊編集長、『大人のロック!』編集長）
- 三代目 - 品田英雄（現在本誌編集委員）
- 四代目 - 大谷真幸（現在日本経済新聞編集委員）
- 五代目 - 吉岡広統

## 好きな芸人・嫌いな芸人ランキング
2002年から本誌が独自に調査し、作成しているお笑い芸人の人気ランキングである。調査は日経BP社、日経BPコンサルティングの調査モニター『日経エンタテインメント!』が発行するメールマガジン『日経エンタテインメント!メール』受信者を対象としたウェブ調査で行われる。調査は毎年3月上旬以降に行われる。編集部が選出した全国ネットのテレビ番組などで活躍するお笑い芸人100組以上の中からメール受信者が、「好きな芸人」「嫌いな芸人」「この1年で最もブレイクした芸人」「来年消えると思う芸人」の4項目について、1組ずつ挙げる形式である。また、「ネタ」「キャラクター」「ルックス」「（メディア）露出の仕方」「周囲の評判」など、その理由も書かなければならない。調査協力者の年齢は10代から60代、男女比率は、男性が7割、女性が3割である。2012年から休止され、2014年に復活した。2021年以降は再び休止している。
「好きな芸人」1位は調査開始の2002年から2017年まで14度連続で、明石家さんまが2位と大差をつけて選ばれている。2018年から2020年まで3年連続サンドウィッチマンが1位で2位はさんまだった。「嫌いな芸人」では、2002年から2010年までの9年連続で江頭2:50が選ばれており、こちらも2位と大差をつけての首位。江頭が2011年も首位に選ばれなかったのは、本誌の分析によれば、2011年は調査が4月下旬から5月上旬と東日本大震災後に行われていたことから、3月に被災地へ支援に赴いた江頭の姿がメディアで取り上げられたのが影響した。また、2008年度調査から彼を「嫌い」に選びながらも、選出理由の項目に彼を応援する声を送る人が増え始めていた。なお、江頭の10年連続1位を阻止したのが、島田紳助だった。3年ぶりに復活した2014年の同ランキングで江頭が再び「嫌いな芸人」1位に返り咲く。2015年も1位となり、江頭が通算11度目の「嫌いな芸人」1位となっている。2016年と2017年の「嫌いな芸人」1位は石橋貴明で江頭は2位、2018年は石橋（3年連続）とアキラ100%が同率1位だった。2019年はさんま、2020年は久保田かずのぶ（とろサーモン）が1位だった。一方で、江頭は2014年に「好きな芸人」7位になるなど、近年「好きな芸人」にも上位にランクインするようになっている。
| 年         | 好きな芸人 1位     | 嫌いな芸人 1位                 |
| ---------- | ------------------ | ------------------------------ |
| 2002～2010 | 明石家さんま       | 江頭2:50                       |
| 2011       | 明石家さんま       | 島田紳助                       |
| 2014       | 明石家さんま       | 江頭2:50                       |
| 2015       | 明石家さんま       | 江頭2:50                       |
| 2016       | 明石家さんま       | 石橋貴明（とんねるず）         |
| 2017       | 明石家さんま       | 石橋貴明                       |
| 2018       | サンドウィッチマン | 石橋貴明・アキラ100%           |
| 2019       | サンドウィッチマン | 明石家さんま                   |
| 2020       | サンドウィッチマン | 久保田かずのぶ（とろサーモン） |

## タレントパワーランキング
株式会社アーキテクトが実施するデータの提供を受けて毎年特集される、国内最大規模のテレビタレント知名度・人気度調査。

## 表紙
- 創刊号の表紙を飾ったのは奥菜恵[8]。
- 2017年4月号時点での表紙登場回数ランキングは以下の通り[8]。

1. 9回 - AKB48
2. 8回 - 嵐
3. 6回 - 櫻井翔、ももいろクローバーZ
4. 5回 - 関ジャニ∞、乃木坂46、浜崎あゆみ、松本人志、宮﨑あおい
5. 4回 - 福山雅治
6. 3回 - 蒼井優、綾瀬はるか、新垣結衣、上戸彩、上野樹里、奥菜恵、KinKi Kids、柴咲コウ、鈴木あみ、SPEED、東方神起、長澤まさみ、広末涼子、松たか子

- KinKi Kidsは、唯一1990年代・2000年代・2010年代の3つの西暦10年代で表紙を飾った（2017年4月号時点）[8]。

## 広告
創刊時にはKISSが出演するテレビコマーシャルが放送された。

## 連載コラム

### 現在
- ももいろクローバーZ「新 ももクロ61分3本勝負」
- 指南役「テレビ証券」
- 広瀬すず「負けず嫌い。」
- エンタ! 女子会
- ヒットメーカーズ・ファイル
- 海外ドラマはやめられない！
- 堂本光一「エンタテイナーの条件」
- ニッポンの超定番
- 浜辺美波「気ままに美波」
- 川谷絵音「ヒットの理由がありあまる」
- 高橋文哉「未来へのスイッチ」[10]
- 上村ひなの「ピュアで真っすぐな変化球」
- 大園玲「ミステリアスな向上心」
- 菅原咲月「気さくな愛されアイドル」